# 李容九
李容九（1868年2月14日—1912年5月22日）是朝鮮王朝末年的政治人物，日韓併合的推動者之一。出身慶尚道尚州。親日派。

## 生平
李容九出身兩班階級中的高級門閥，早年加入崔時亨的東學黨，並且於西元1894年的東學黨之亂中與日軍作戰。1898年李容九在對東學黨的檢舉中被捕並受到拷問，李容九堅持不吐露其他參與者的姓名，後被釋放。之後李容九於1901年培同東學改組的天道教領袖孫秉熙前往日本，在日俄戰爭中轉向親日。
1904年李容九與宋秉畯合組一進會，李容九出任首任會長，鼓吹亞細亞主義與大東合邦論，主張亞洲人團結對抗歐洲帝國主義的侵略；李容九並且主張日本與朝鮮王朝組成軍事同盟對抗俄羅斯，並尋求讓韓國富強的方法。1906年李容九首次提出日韓合邦的主張，並且於同年脫天道教而成立侍天教，自任教主；伊藤博文死後，李容九又發動一進會成員，聯名上書要求日韓合邦，1910年8月22日日韓併合之後，李容九於9月10日解散一進會。1911年李容九積勞成疾進入漢城醫院，1912年5月22日過世。